# Llaviada (Boal)
Llaviada es una casería perteneciente a la parroquia de Boal, en el concejo de Boal, comarca de Eo-Navia, Principado de Asturias, España.
Cuenta con una población de 13 habitantes (INE, 2013) y se encuentra a unos 510 m de altura sobre el nivel del mar. Dista aproximadamente 1,4 km de la capital del concejo, tomando desde ésta la carretera AS-12 en dirección a Grandas de Salime. En él se encuentran: un pequeño polígono industrial, un punto limpio, el campo de fútbol en el que juega sus partidos el Boal C.F., una bolera y un área recreativa.